# La Châtre
La Châtre és un municipi francès situat al sud-est del departament de l'Indre, a la regió de Centre-Vall del Loira. El 2021 tenia 4.034 habitants.